# Исфара
Исфара (на таджикски: Исфара; на персийски: اسفره) е град в Таджикистан, административен център на Исфарински район, Согдийска област. Населението на града през 2016 година е 47 800 души (по приблизителна оценка).

## История
Селището е упоменато между 9 и 10 век, през 1952 година получава статут на град.

## Население
| Година | Население |
| ------ | --------- |
| 1989   | 34 524    |
| 2000   | 37 000    |
| 2007   | 40 600    |
| 2010   | 42 941    |
| 2016   | 47 800    |